# Michael Paré
Michael Kevin Paré (Brooklyn, 1958. október 9. –) amerikai színész, producer, zenész.
Gyakran dolgozik együtt olyan színészekkel, mint Danny Trejo, Dolph Lundgren és Michael Madsen. Legismertebb filmjei az Elveszett, Az igazság ára, a Rossz hold és a Ha eljönnek a bomberek. Munkássága során több mint 240 filmben szerepelt.

## Fiatalkora
Michael Brooklynban született, New Yorkban, Joan és Francis Paré nyolcadik gyermekeként. Édesanyja Joan, háztartásbeliként tevékenykedett, édesapja Francis Paré, üzletvezető volt. Michael-nek hat nővére és három fiútestvére van. Paré apja francia-kanadai származású volt, édesanyja ír. Paré csupán öt éves volt mikor édesapját leukémiában elveszítette. Fiatalkora nehéz körülmények között telt. Édesapja halála után sokat költöztek. Anyjával és két fiatalabb nővérével, Michigan-Fentonba költöztek, az ex-tengerészgyalogos bácsikájához és tizenkét unokatestvéréhez. A költségek enyhítése érdekében Michael nem ülhetett a babérjain, a középiskolában sporttal kereste kenyerét, a középiskolai birkózó csapatban elismert volt, és a későbbiekben gyorséttermekben dolgozott szakácsként. Ekkor találkozott egy tehetségkutatóval, Yvette Bikofftal, aki meggyőzte őt, hogy kipróbálja a színészi pályát.

## Színészi pályafutása
Nagy filmes tapasztalattal rendelkező színész. Első főszerepét Tony Villicana szerepében a The Greatest American Hero (1981) című televíziós sorozatban játszotta, valamint későbbiekben egy CBS-es  rendőrdrámában a Houston Knights (1987-88) Tv-sorozatban. Legismertebb  "A" kategóriás filmszerepei az Eddie és a cirkálók (1983), és folytatása Eddie és a Cirkálók 2. (1989), az Emmy-díjra jelölt Bolond idők (1981) című dráma, melyben a fiatal Ray Liotta is feltűnt mellette, valamint Ha eljönnek a bomberek (1984), és Az idő pallosa (1984) (Michael Az idő pallosa 2012-es remake-ben is feltűnt). Színészi karrierje az 1990-es évektől hanyatlásnak indult, ezt követően filmjeit csak videón mutatták be. 
Filmjeiben leginkább nyomozót, rendőrt, seriffet alakít. Korábban gyakran szerepelt Uwe Boll filmjeiben.
Michael gyakran feltűnik japán TV reklámokban.

## Magánélete
Háromszor házasodott. Első felesége (1980–84) Lisa Katselas filmproducer, második felesége Marisa Roebuck (1986–88) volt. 
1992 óta Marjolein Booy korábbi divatmodell házastársa, akitől egy gyermeke született.

## Válogatott filmográfia

### Film
| Év   | Magyar cím                                  | Eredeti cím                             | Szerep                      | Magyar hang           |
| ---- | ------------------------------------------- | --------------------------------------- | --------------------------- | --------------------- |
| 1983 | Eddie és a cirkálók                         | Eddie and the cruisers                  | Eddie Wilson                | Jakab Csaba           |
| 1984 | Ha eljönnek a bomberek                      | Streets of Fire                         | Tom Cody                    | Bozsó Péter           |
| 1984 | Az idő pallosa – A Philadelphia kísérlet    | The Philadelphia Experiment             | David Herdeg                | Sztarenki Pál         |
| 1984 | Az idő pallosa – A Philadelphia kísérlet    | The Philadelphia Experiment             | David Herdeg                | Czvetkó Sándor        |
| 1985 | Space Rage – Lázadás a börtönbolygón        | Space Rage                              | Grange                      | Bozsó Péter           |
| 1986 | Kommandós fegyver                           | Instant Justice                         | Scott Youngblood            |                       |
| 1988 | Őrült világ                                 | World Gone Wild                         | George Landon               | Szabó Sipos Barnabás  |
| 1989 | Eddie és a cirkálók 2.                      | Eddie and the Cruisers II: Eddie Lives! | Eddie Wilson / Joe West     |                       |
| 1990 | Sárkányharc                                 | Dragonfight                             | Moonpark                    | Mihályi Győző         |
| 1990 | Űrkalózok                                   | Moon 44                                 | Felix Stone                 | Csernák János         |
| 1990 | Űrkalózok                                   | Moon 44                                 | Felix Stone                 | Téri Sándor           |
| 1991 | Gyilkosok az utcán                          | Killing Streets                         | Chris Brandt / Craig Brandt | Kautzky Armand        |
| 1991 | Gyilkosok az utcán                          | Killing Streets                         | Chris Brandt / Craig Brandt | Lux Ádám              |
| 1991 | Gyilkosok az utcán                          | Killing Streets                         | Chris Brandt / Craig Brandt | Dányi Krisztián       |
| 1991 | Ez már háború                               | The Last Hour                           | Jeff                        | Galambos Péter        |
| 1991 | Fantasztikus pilóták                        | Into the Sun                            | Paul Watkins százados       | Schnell Ádám          |
| 1992 | Keleti fény                                 | Blink of an Eye                         | Sam Browning                | Sztarenki Pál         |
| 1992 | Keleti fény                                 | Blink of an Eye                         | Sam Browning                | Felföldi László       |
| 1993 | A spanyol rózsa rejtélye (Becsapódási pont) | Point of Impact                         | Jack Davis                  | Széles László         |
| 1993 | Halálos hősök                               | Deadly Heroes                           | Brad Cartowski              | Csankó Zoltán         |
| 1993 | Halálos hősök                               | Deadly Heroes                           | Brad Cartowski              | Czvetkó Sándor        |
| 1994 | Mestercsapda                                | Warriors                                | Colin Neal                  | Kautzky Armand        |
| 1995 | Zsaru a Holdról                             | Lunarcop                                | Joe Brody                   | Stohl András          |
| 1995 | Elátkozottak faluja                         | Village of the Damned                   | Frank McGowan               | Gesztesi Károly       |
| 1995 | A veszélyes                                 | The Dangerous                           | Random                      | Szabó Sipos Barnabás  |
| 1995 | Dühöngő angyalok                            | Raging Angels                           | Colin                       | Dimulász Miklós       |
| 1996 | Farkasfutam                                 | Coyote Run                              | Pershing Quinn              | Reisenbüchler Sándor  |
| 1996 | Rossz hold                                  | Bad Moon                                | Ted Harrison nagybácsi      | Kálid Artúr           |
| 1997 | Halálkereskedők                             | Merchant of Death                       | Jim Randell                 | Forgács Péter         |
| 1997 | Vallatás                                    | Stript Search                           | Robby Durrell               |                       |
| 1997 | Tűz az űrből                                | Falling Fire                            | Daryl Boden                 | Csankó Zoltán         |
| 1998 | Majd elválik                                | Hope Floats                             | Bill Pruit                  | Csuha Lajos           |
| 1998 | Megfizetsz!                                 | Back to Even                            | Dennis Boyle                | Sörös Sándor          |
| 1999 | Öngyilkos szüzek                            | The Virgin Suicides                     | rip Fontaine idősen         | Seder Gábor           |
| 1999 | Terror az űrállomáson                       | Space Fury                              | Konrad                      |                       |
| 2000 | Gyilkos ösztön                              | Sanctimony                              | Jim Renart                  | Czvetkó Sándor        |
| 2001 | Őszi utazás                                 | A Month of Sundays                      | Tomas McCabe                |                       |
| 2002 | Sötét múlt                                  | Blackwoods                              | Harding seriff              |                       |
| 2002 | Kilenc áldozat                              | Heart of America                        | Will Prat                   | Rosta Sándor          |
| 2003 | Gyilkos sors                                | Fate                                    | Cody Martin nyomozó         |                       |
| 2004 | Sárkányok bosszúja                          | Gargoyle: Wings of Darkness             | Ty "Griff" Griffin          |                       |
| 2005 | Veszély az óceán felett                     | Crash Landing                           | Williams kapitány           | Megyeri János         |
| 2005 | BloodRayne – Az igazság árnyékában          | Bloodrayne                              | Iancu                       | Rába Roland           |
| 2007 |                                             | Seed                                    | Matt Bishop nyomozó         |                       |
| 2007 |                                             | Polycarp                                | Barry Harper nyomozó        |                       |
| 2007 |                                             | Postal                                  | koldus                      |                       |
| 2007 |                                             | BloodRayne II: Deliverance              | Pat Garrett                 |                       |
| 2007 | Börtön a pokolban                           | Furnace                                 | Michael Turner nyomozó      | Juhász György         |
| 2008 |                                             | Tunnel Rats                             | Vic Hollowborn őrmester     |                       |
| 2008 | 100 halálos lépés                           | 100 feet                                | Mike Watson, a szellem      | nem szólal meg        |
| 2008 |                                             | Alone in the Dark II                    | Wilson                      |                       |
| 2008 |                                             | Far Cry                                 | Paul Summers                |                       |
| 2009 | Pokoli igazság                              | Direct Contact                          | Clive Connelly              | Czvetkó Sándor        |
| 2010 |                                             | Job                                     | Remar nyomozó               |                       |
| 2010 | Csodakutya New Yorkban                      | Cool Dog                                | Dean Warner                 | Sörös Sándor          |
| 2010 | Vámpírok alkonya                            | Tales of an Ancient Empire              | Oda                         |                       |
| 2011 | BloodRayne – A Harmadik Birodalom           | BloodRayne: The Third Reich             | Ekart Brand                 | Czvetkó Sándor        |
| 2011 | Az igazság ára                              | The Lincoln Lawyer                      | Kurlen nyomozó              |                       |
| 2012 | Elveszett                                   | Gone                                    | Ray Bozeman hadnagy         | Törköly Levente       |
| 2012 | Szigorított őrizet                          | Maximum Conciction                      | Chris Blake                 | Megyeri János         |
| 2015 | A jó, a rossz és a halott                   | 4Got10                                  | Olson seriff                | Czvetkó Sándor        |
| 2015 | Csontok és skalpok                          | Bone Tomahawk                           | Mr. Wallington              |                       |
| 2015 | Segélyhívó                                  | Operator                                | Howard                      | Czvetkó Sándor        |
| 2016 | Tudatalatti hadviselés                      | Swap                                    | Doug Rice százados          | Bede-Fazekas Szabolcs |
| 2016 | A szellemgyűjtő                             | Abattoir                                | Richard Renshaw             | Jantyik Csaba         |
| 2016 | Beépülve: Az Escobar ügy                    | The Infiltrator                         | Barry Seal                  | Törköly Levente       |
| 2018 | A harci drón                                | Battle Drone                            | Karl Kess                   | Jakab Csaba           |
| 2018 |                                             | Puppet Master: The Littlest Reich       | Brown nyomozó               |                       |
| 2018 | Virítsd a lóvét!                            | The Debt Collector                      | Dante Montana               | Sztarenki Pál         |
| 2018 | Újjászületve                                | Reborn                                  | Marc Fox nyomozó            | Czvetkó Sándor        |
| 2018 | Big Kill: A félelem városa                  | Big Kill                                | Granger ezredes             | Kőszegi Ákos          |
| 2018 | Hazugságok városa                           | City of Lies                            | Varney nyomozó              |                       |
| 2019 | Mélypont                                    | Hollow Point                            | Damian Wakefield            |                       |
| 2019 | Volt egyszer egy Deadwood                   | Once Upon a Time in Deadwood            | Swearengen                  |                       |
| 2022 | Renegátok                                   | Renegades                               | Donovan CIA_ügynök          |                       |
| 2024 | Világok háborúja: Fallout                   | War of the Worlds: Extinction           | Andres Alfaro tábornok      |                       |
| 2024 | Farkasokkal szemben                         | Wanted Man                              | Tinelli                     | Holl Nándor           |

## Díjak, jelölések
Michael 2012-ben a PollyGrind Filmfesztiválon a legjobb színészi díjat nyerte el a Road to Hell (2008) című filmben nyújtott alakításáért. 2015-ben a Burbank International Film Festival-on egy újabb díjat vehetett át a A jó, a rossz és a halott (4Got10) a züllött Olson sheriff megformálásáért.